# Buré

Buré este o comună în departamentul Orne, Franța. În 1 ianuarie 2022 avea o populație de 101 de locuitori.